# 哈加乡
哈加乡（藏語：ལྷ་རྒྱལ་），是中华人民共和国西藏自治区昌都市贡觉县下辖的一个乡镇级行政单位。

## 行政区划
哈加乡下辖以下地区：
永果村、油扎牧场村、娘列村、亚马中村、普孜村、边巴村、果布村、宗布村、巴拉牧场村、哈加村、曲卡村、马容村、嘎空村、果托村、孟达村、曲登村、多坝村、相崩村、加热村、迥然村、阿洛村和连达村。